# میکو اویوانن

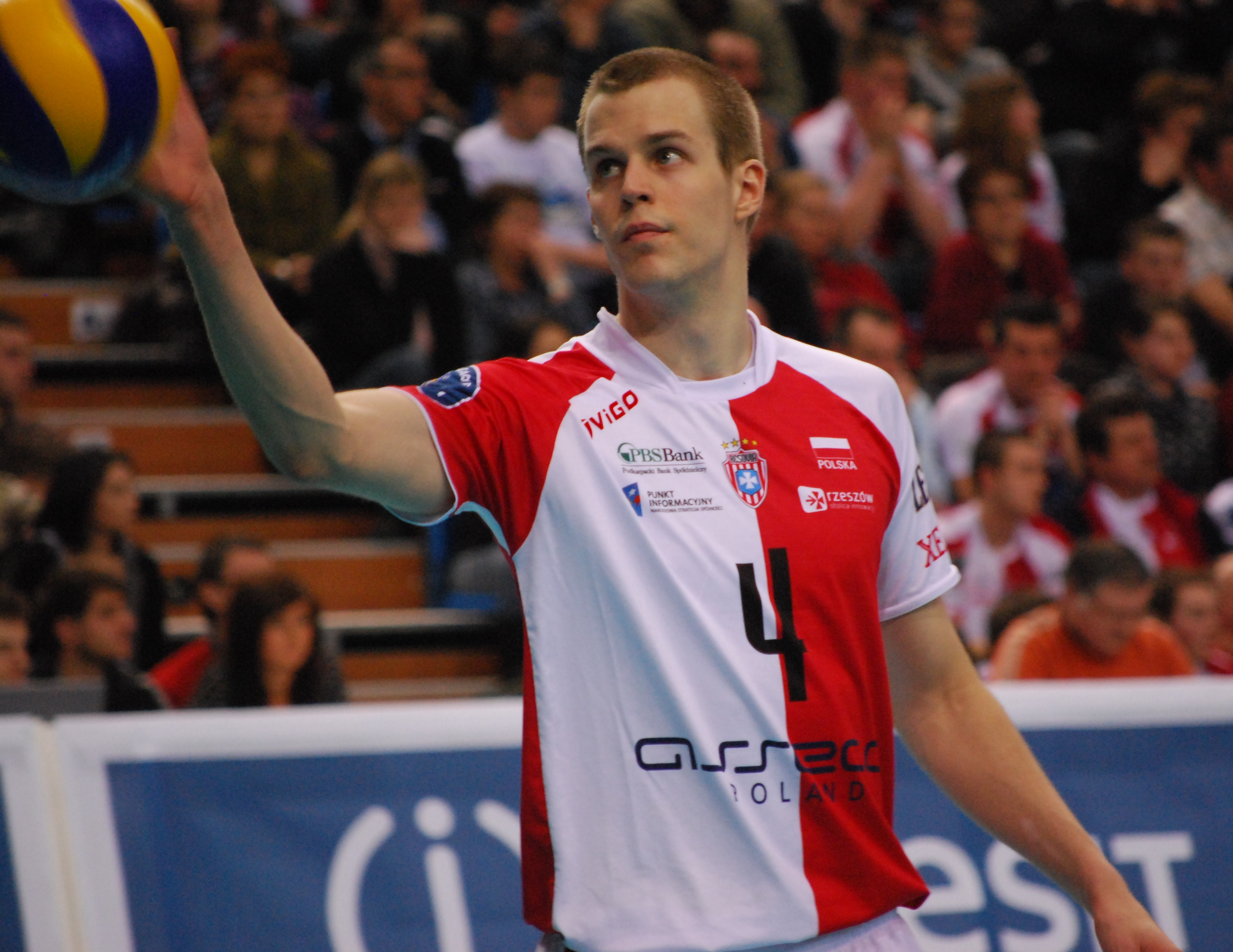
میکو در سال ۲۰۱۰

میکّو اُیوانن (به فنلاندی: Mikko Oivanen) (زاده ۲۶ مه ۱۹۸۶ در هویتین) بازیکن والیبال اهل فنلاند عضو تیم ملی والیبال فنلاند و بازیکن فعلی باشگاه والپا ساستامالا و برادر دو قلو ماتّی اُیوانن است. میکو از ستاره های تیم ملی فنلاند به شمار می رود و یکی از لژیونرهای موفق والیبال فنلاند است.

## جوایز فردی
- بهترین بازیکن لیگ قهرمانان اروپا - ۲۰۰۵
- بهترین بازیکن قهرمانی - ۲۰۰۷
- امتیازآورترین بازیکن مرحله انتخابی لیگ جهانی - ۲۰۱۱